# Lichosielce (rejon baranowicki)
Lichosielce (biał. Ліхасельцы; ros. Лихосельцы) – wieś na Białorusi, w obwodzie brzeskim, w rejonie baranowickim, w sielsowiecie Wolna.
W dwudziestoleciu międzywojennym wieś leżała w Polsce, w województwie nowogródzkim, w powiecie baranowickim.